# Sojuz TM-31
Sojuz TM-31 je označení ruské kosmické lodi, ve které odstartovala k Mezinárodní vesmírné stanici její první základní posádka. Loď zůstala na šest měsíců zakotvená na stanici jako záchranný člun.

## Posádka
Startovali
- Jurij Gidzenko (2) velitel – RKA
- Sergej Krikaljov (5) palubní inženýr – RKA
- William Shepherd (4) palubní inženýr 2 – NASA

Přistáli
- Talgat Musabajev (3) velitel – RKA
- Jurij Baturin (2) palubní inženýr – RKA
- Dennis Tito (1) účastník kosmického letu – soukromník

V závorkách je uveden dosavadní počet letů do vesmíru včetně této mise.

## Popis mise
V Sojuzu TM-31 odstartovala 31. října 2000 Expedice 1 – Shepherd (velitel), Gidzenko a Krikaljov – ke stanici ISS. Se stanicí se spojili 2. listopadu 2000, zahájili tím trvalé osídlení ISS. Posádka stanice se zabydlila na stanici, přijali dvě zásobovací lodě Progress a dvě návštěvy raketoplánů (STS-97 a STS-98). Mise Discovery STS-102 přivezla novou základní posádku (Expedice 2). Sojuz TM-31 po celý půlrok sloužil stanici jako záchranná loď.
Dne 28. dubna 2001 odstartoval z Bajkonuru Sojuz TM-32 s první návštěvnickou posádkou Musabajev, Baturin, Tito. Nová loď nahradila Sojuz TM-31 ve funkci záchranného člunu. Návštěvníci přistáli v Sojuzu TM-31 v Kazachstánu 6. května 2001.